# 都柏林王國
都柏林王國是中世紀時諾斯人的分支維京人在愛爾蘭建立的一個王國，存在於九世紀至十二世紀。範圍大致與現今的都柏林地區相同。

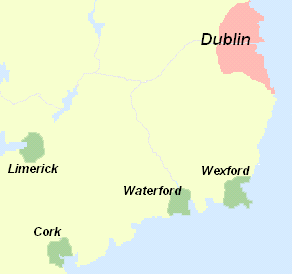
都柏林王國（粉色）與其他諾斯人殖民地（綠色）

當維京人於九世紀入侵不列顛群島後，在都柏林建立了都柏林王國，Amlaíb Conung被認為是第一個「都柏林國王」。988年米斯國王麥爾·舍赫奈爾·馬克·多姆奈爾開始了蓋爾人對都柏林王國的征服，此後都柏林逐漸蓋爾化。十一世紀起都柏林實際由倫斯特國王控制，最後一任都柏林國王Ascall mac Ragnaill在諾曼征服愛爾蘭時戰死。